# Synallaxis beverlyae
Synallaxis beverlyae е вид птица от семейство Furnariidae. Видът е почти застрашен от изчезване.

## Разпространение
Видът е разпространен във Венецуела и Колумбия.